# Nakagin Capsule Tower
La Nakagin Capsule Tower (中銀カプセルタワー, Nakagin kapuseru tawā) était un immeuble à usage résidentiel et de bureaux dessiné par l’architecte Kisho Kurokawa ; il se situait dans le quartier de Shimbashi, Tokyo, Japon.
Construite à partir de 1970 et commercialisée en mars 1972, la Nakagin Capsule Tower comptait treize étages et 3 091,23 m2 de plancher. Elle était constituée de deux tours en béton armé sur lesquelles venait se fixer 140 modules préfabriqués appelés capsules, qui mesuraient 2,3 m × 3,8 m × 2,1 m et constituaient de petits espaces de vie ou de travail. Ils pouvaient être combinés entre eux pour créer des espaces plus importants susceptibles d’accueillir une famille. La démolition de ce bâtiment commença à compter du 12 avril 2022 et s'acheva fin décembre 2022.
Ce bâtiment était l’un des plus représentatifs du mouvement métaboliste.

## La structure porteuse
La structure principale, le cœur du bâtiment, avait été réalisée sur place et assurait la distribution des fluides (eau, électricité et évacuation des eaux usées) à chaque capsule. Elle était constituée d’une structure rigide en acier et béton armé. Les deux premiers étages furent réalisés en béton ordinaire, le reste étant en béton allégé. La fermeture était assurée par de grands panneaux de la hauteur d’un étage. Pour permettre une mise en œuvre rapide des escaliers, les planchers et les gaines d’ascenseurs avaient été préfabriqués, selon l’idée de réaliser simultanément une structure en acier en deux jours et la préfabrication pour les deux jours suivants, les constructeurs étant alors capables de réaliser un niveau complet d’escalier dans le temps de construction de la structure.

## Les capsules

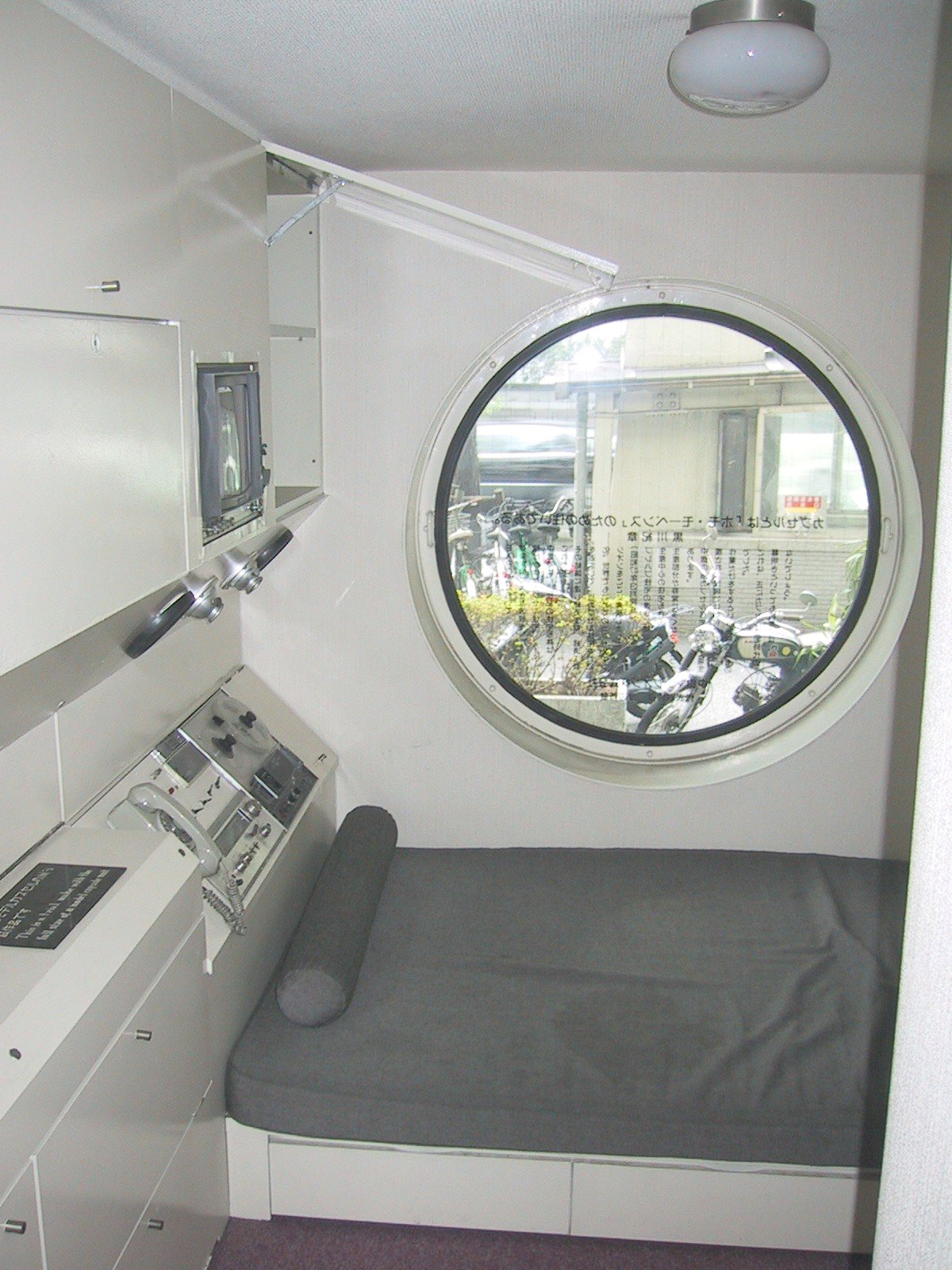
Intérieur d'une capsule (Capsule d'exposition posée au sol)

Construites en usine, les 140 capsules étaient des modules préfabriqués légers constitués de panneaux en acier galvanisé renforcés par des nervures, protégés par une peinture antirouille et recouverts d’un crépi de façade. Elles étaient aménagées, meublées et équipées de systèmes audio et téléphonique avant leur transport sur le site et leur mise en place.
Les capsules étaient fixées à la structure principale à l’aide de quatre boulons haute tension et étaient indépendantes les unes des autres. Elles étaient ainsi censées pouvoir être remplacées facilement. Conçues à l’origine pour vingt-cinq ans, aucune n’avait cependant été changée depuis 1972. Le bâtiment étant fortement dégradé, en particulier du fait des variations climatiques et des pannes de bon nombre d'équipements, sa démolition devint inéluctable.

## Devenir du bâtiment
Malgré diverses tentatives d’inscription au patrimoine mondial de l’Unesco, de rénovations envisagées, etc., le bâtiment est finalement démoli en 2022 (nouvelle construction à venir, car idéalement situé près de Ginza). Cette démolition est rendue nécessaire par les frais d'entretien devenus excessifs pour les propriétaires et le bâtiment n'étant plus du tout aux normes antisismiques actuelles. Plusieurs des cellules (caissons) sont destinées à des musées au Japon mais aussi à l'étranger dont une au centre Georges Pompidou (Beaubourg) à Paris ; d'autres sont vendues à divers acquéreurs où rénovées avec une reconversion à l'identique formant de mini "caravanes".

## Archives numériques 3D
La démolition du bâtiment de la tour Capsule Nakagin a commencé le 12 avril 2022 et s'est achevée fin décembre 2022. Alors que le bâtiment est regretté par de nombreux amateurs d'architecture et chercheurs comme un chef-d'œuvre du métabolisme, une équipe a lancé un projet d'archivage numérique pour préserver l'ensemble du bâtiment en données numériques afin de conserver sa valeur architecturale. Dans le cadre de ce projet, l'ensemble du bâtiment a été numérisé en combinant des données de balayage laser qui mesurent avec précision les distances en millimètres et plus de 20 000 photographies prises par des appareils photo et des drones.